# 주상용
주상용(朱相龍, 1982년 6월 10일 - )은 대한민국의 남자 배구 선수이다. 스파이크 높이는 325cm, 블로킹 높이는 314cm이다. 현재 수원 한국전력 빅스톰 소속의 라이트(주)/레프트(부) 공격수이다.

## 약력
주상용은 초등학교 5학년 때부터 배구를 시작하였으며, 문일고등학교를 2001년에 졸업하면서 기대를 모았다. 그러나 한때 한양대학교와 경기대학교의 스카우트 파동에 휘말리기도 했다. 한양대학교에 입학한 후에는 선배인 신영수와 동기인 강동진의 그늘에 가려 출전 기회를 좀처럼 잡지 못했다. 그러나 당시 한양대학교 윤권영 감독 대행의 눈에 띄게 되었고, 2004년 삼성 애니카배 대학배구 준결승전에서 활약을 보이며 잠재력을 발휘하였다.
당시 주상용은 경기 전에 청심환을 먹고 나설 정도로 소심했으나 경기가 거듭될수록 자신감이 향상되었다. 그리고 그 해 신인 드래프트에서 1라운드 3순위로 천안 현대캐피탈 스카이워커스의 지명을 받으며 입단하였고, 이듬해 2005년에 상무에 입대하였다.
상무에 입단하여 그는 주전 라이트 공격수로서 활약을 하였으나 2006년에 열렸던 힐스테이트 2006-2007 V-리그에서는 부상으로 인해 전 경기를 결장하게 되었다.
이듬해인 2007년에 제대하여 소속 팀 천안 현대캐피탈 스카이워커스로 돌아왔으나 좀처럼 출전 기회를 잡지 못했다. 그러나 그 해 박철우가 기흉으로 전반기 대부분의 경기를 결장함에 따라 대신 출장하며 박철우의 공백을 훌륭하게 메웠다.
2012년 1월 5일 구미 LIG손해보험 그레이터스로 세터 이효동과 함께 트레이드되었다.
2014년 4월 14일 수원 한국전력 빅스톰으로 세터 권준형과 함께 양준식, 김진만을 상대로 트레이드되었다.

## 2010 수원 기업은행배 프로 배구 대회에서의 활약
주상용은 그 동안 박철우의 백업 요원으로 간간이 경기에 투입되곤 하였으나, 박철우가 대전 삼성화재 블루팡스로 이적한 이후 기회를 얻게 되었다. 그 첫 무대인 2010 수원 IBK 기업은행컵 배구 대회에서 박철우의 공백을 훌륭하게 메웠고, 마침내 인천 대한항공 점보스와의 결승전에서 서브 에이스 3개, 블로킹 3개, 백어택 4개를 기록하는 트리플 크라운을 기록하며 소속팀의 우승에 큰 기여를 하였으며 그 자신은 MVP를 차지하였다.

## 수상 경력
- 2010년 수원 IBK 기업은행컵 프로 배구 대회 MVP